# ヨゼフ・スムルコフスキー

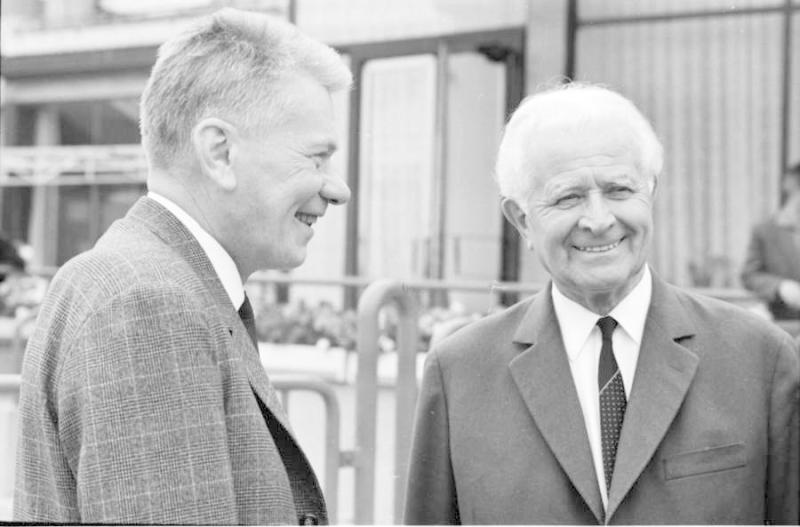
スヴォボダ大統領（右）とスムルコフスキー（1968年）

ヨゼフ・スムルコフスキー（Josef Smrkovský、1911年2月26日–1974年1月14日）は、チェコスロバキアの政治家。1968年の「プラハの春」当時、国民議会議長として改革派の指導的立場にあった。

## 来歴・人物
プラハ近郊のヴェレンカに農民の息子として生まれる。パン焼き職人になったが、1930年代に共産主義青年同盟に加入。1933年にチェコスロバキア共産党に入党し、1935年にはモスクワで開かれた共産主義青年インターナショナルに代表として参加した。ナチス・ドイツによる占領時代は地下活動に従事し、第二次世界大戦中はチェコスロバキア共産党を指導した。
戦後の1945年から1948年まで、チェコスロバキア土地基金代表を努める。1946年にチェコスロバキア国会議員となる。1948年の共産党への政権移行に参画。1949年から1951年まで、農業副大臣および国有地事務局長を務めた。しかし1951年に党幹部会の一員として逮捕され、教化所への終身禁固刑判決を受けたが、1955年に釈放された。釈放後はパヴロヴィーチェ地区の農民組合代表になり、1963年に名誉回復された。1965年に国民管理副大臣に就任し、中央水利管理部長となった。
1968年3月に再び党幹部会員に選出されたが、ソビエト連邦の指導者レオニード・ブレジネフはスムルコフスキーの辞任を要求した。ワルシャワ条約機構軍が武力介入した同年8月21日、アレクサンデル・ドゥプチェク第一書記、オルドジフ・チェルニーク首相らと共に逮捕され、モスクワに連行された。「プラハの春」が鎮圧されたのちも職に留まっていたが、1970年までに全ての公職を追われた。
同年3月21日、共産党機関紙はスムルコフスキーの党籍剥奪処分を報じた。
スムルコフスキーは「プラハの春」における共産党改革の基本案をまとめた人物であり、チェコスロバキア国民に人気が高く、同国における民主化運動のシンボル的存在であった。1974年1月14日、プラハで死去した。